# Drobnołuszczak kosmaty

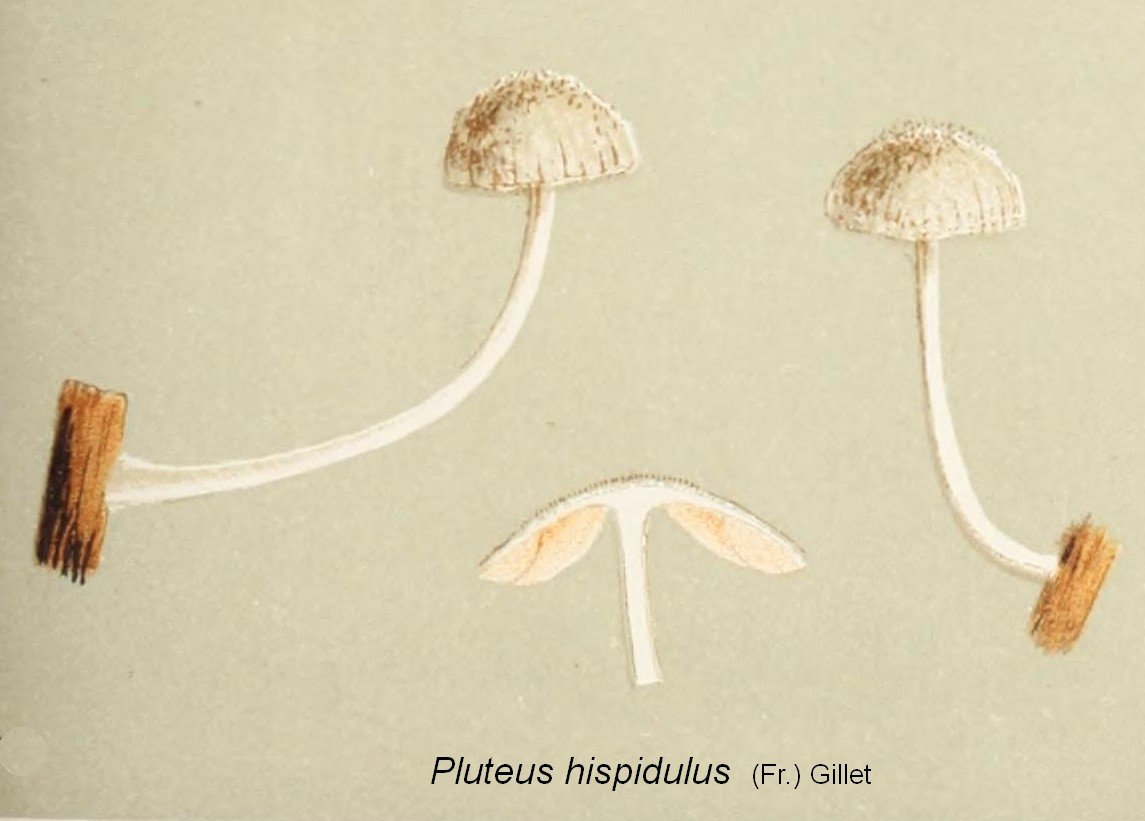

Drobnołuszczak kosmaty (Pluteus hispidulus J.E. Lange) – gatunek grzybów należący do rodziny łuskowcowatych (Pluteaceae).

## Systematyka i nazewnictwo
Pozycja w klasyfikacji według Index Fungorum: Pluteus, Pluteaceae, Agaricales, Agaricomycetidae, Agaricomycetes, Agaricomycotina, Basidiomycota, Fungi.
Po raz pierwszy gatunek ten opisał w 1818 r. Elias Fries nadając mu nazwę Agaricus hispidulus. Obecną, uznaną przez Index Fungorum nazwę nadał mu Claude-Casimir Gillet w 1876 r.
Synonimy:
- Agaricus hispidulus Fr. 1818
- Hyporrhodius hispidulus (Fr.) Henn. 1898
- Pluteus hispidulus f. terrestris Kühner 1956
- Pluteus hispidulus var. cephalocystis Schreurs 1985

Stanisław Domański w 1955 r. opisywał ten gatunek pod nazwą łuskowiec kosmaty, Alina Skirgiełło w 1999 r. jako łuskowiec szorstki. Władysław Wojewoda w 2003 r. zaproponował nazwę drobnołuszczak kosmaty.

## Morfologia
Kapelusz
Średnica do 0,7–2,3 cm, u młodych okazów półkulisty lub stożkowaty, z wiekiem rozpościerający się, płaskowypukły, czasem z niewielkim garbkiem lub wklęśnięciem. Powierzchnia ciemnobrązowa, na środku czarniawobrązowa i w całości owłosiona lub włóknista. Przy brzegu owłosienie bardziej przylegające, białoszarawe.
Blaszki
Wolne, dość gęste, brzuchate, o szerokości do 2 mm, początkowo białe, potem różowe. Ostrze tej samej barwy, delikatnie kosmkowate.
Trzon
Wysokość 1,5–2,7 cm, grubość do 0,1–0,2 cm, walcowaty, ku podstawie nieco rozszerzający się, początkowo pełny, potem pusty. Powierzchnia gładka, srebrzystoszara lub pokryta szarawymi włókienkami.
Miąższ
Białawy, cienki, bez wyraźnego zapachu i smaku.
Cechy mikroskopowe
Zarodniki 6–7,5 × 5–6 µm, o kształcie od szerokoelipsoidalnego do prawie kulistego. Cheilocystydy bezbarwne, cienkościenne, dość liczne, o kształcie od maczugowatego do workowatego i wymiarach 30–50 × 12–20 µm. Niektóre z nich mają w środku brązowy pigment. Pleurocystydy brak lub nieliczne, bezbarwne, butelkowate, maczugowate, czasami główkowate, o wymiarach 40 × 60 µm. Strzępki w łuseczkach lub włókienkach kapelusza przylegające lub odstające, o zaokrąglonych końcach i szerokości 8–18 µm. W środku zawierają rozpuszczony pigment.

## Występowanie
Opisano występowanie tego gatunku w wielu krajach Europy i w Ameryce Północnej, podano także jedno stanowisko w Brazylii. W. Wojewoda w zestawieniu grzybów wielkoowocnikowych Polski w 2003 r. przytacza 5 jego stanowisk z uwagą, że jest rzadki. Bardziej aktualne stanowiska podaje internetowy atlas grzybów. Znajduje się na Czerwonej liście roślin i grzybów Polski. Ma status R – gatunek potencjalnie zagrożony z powodu ograniczonego zasięgu geograficznego i małych obszarów siedliskowych.
Grzyb saprotroficzny. Występuje w lasach i na ich obrzeżu na ziemi, na próchniejącym drewnie drzew liściastych.